# La Llar Jueva

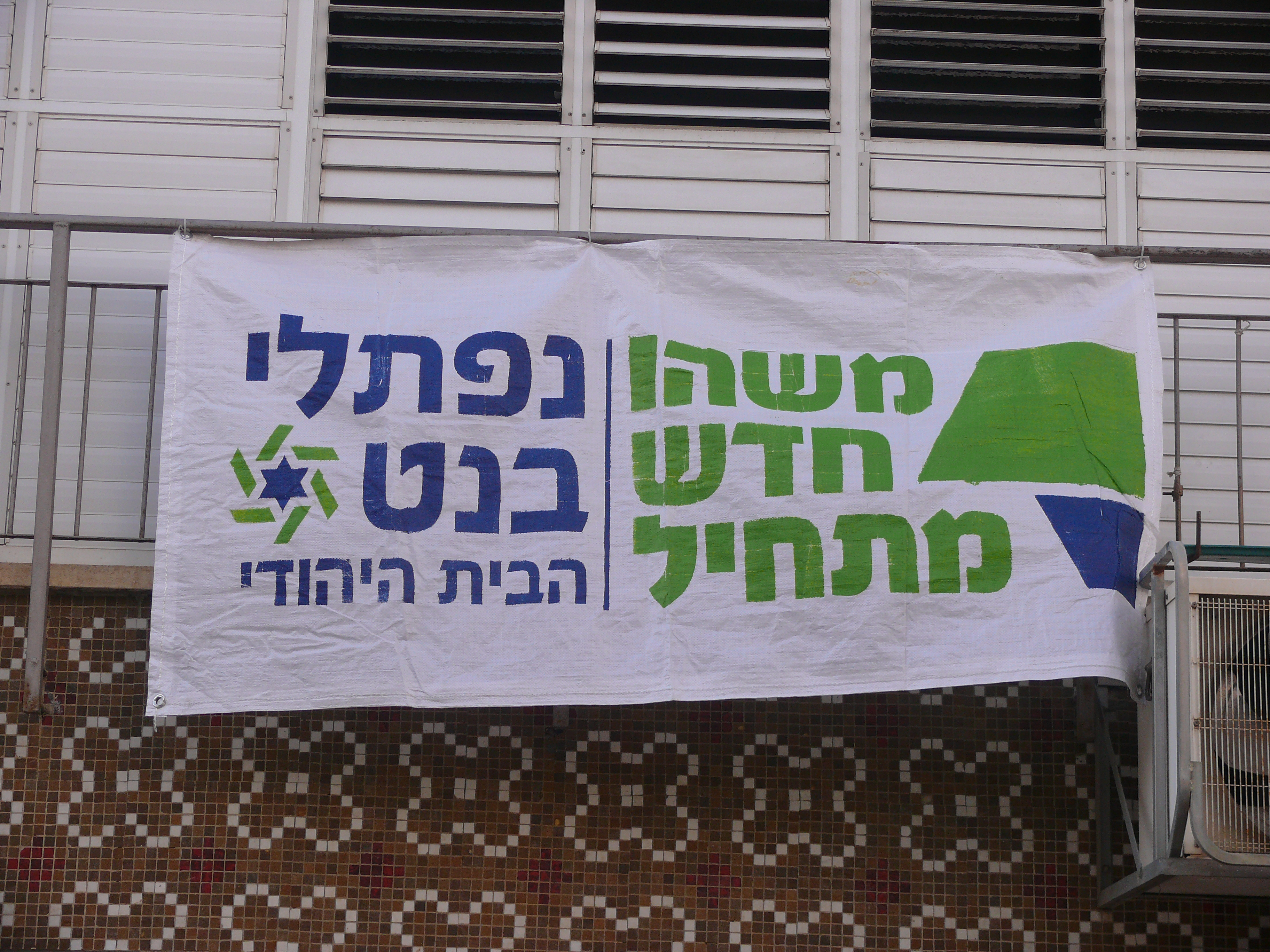
"Quelcom nou comença - Naftali Bennett. La Llar Jueva" diu aquest cartell de La Llar Jueva per a les eleccions de 2013

La Llar Jueva (hebreu: הבית היהודי, ha-Bàyit ha-Yehudí‎) fou un partit polític jueu sionista religiós d'extrema dreta d'Israel. El 2023, La Llar Jueva i el Partit Sionista Religiós acordaren fusionar-se en el nou partit Partit Nacional Religiós - Sionisme Religiós.

## Història
Es va formar després de la decisió dels partits Partit Nacional Religiós, Molédet i Tkuma de fusionar-se i formar un nou partit el mes de novembre de l'any 2008, tot i que després aquests dos darrers partits es van fer enrere i van tornar a unir-se en la Unió Nacional.
En les eleccions legislatives d'Israel de 2009 va obtenir tres escons. El seu líder fou Naftali Bennett fins que el 2018 abandonà la formació per a crear el nou partit Nova Dreta.
El tercer govern de Binyamín Netanyahu va sortir de les eleccions legislatives d'Israel de 2013 i va prendre possessió el 18 de març de 2013 fou coalició de Likkud-Yisrael Beiteinu, Yeix Atid, La Llar Jueva i Ha-Tenuà. El 2 de desembre de 2014, Netanyahu va destituir la ministra de Justícia Tzipi Livni, de Ha-Tenuà i la ministra de Finances Yair Lapid de Yeix Atid, per la seva oposició a la lluita contra el programa nuclear de l'Iran, aconseguir que els palestins reconeguin Israel com a Estat jueu i continuar construint a les zones ocupades de Jerusalem est, i quatre ministres més de Yeix Atid van dimitir provocant la convocatòria de noves eleccions per al 17 de març de 2015. Netanyahu formà un nou govern de coalició del Likkud amb la Llar Jueva, Judaisme Unit de la Torà, Kulanu i Xas, amb el mínim de 61 escons, i Yisrael Beiteinu es va unir a la coalició el maig de 2016.
A les eleccions d'abril de 2019 es presentà integrat a la coalició Unió de Partits de Dreta juntament amb dos partits més d'extrema dreta. A les eleccions de setembre de 2019 i següents formà part de la coalició Yamina, però abandonà la coalició després de les eleccions de 2020 per entrar al govern i el líder del partit Rafi Peretz fou nomenat ministre d'Afers de Jerusalem i Patrimoni. El partit decidí a l'últim moment no presentar-se a les eleccions de 2021 i donar suport a Yamina. A canvi, la seva líder Hagit Moshe seria ministra si Yamina formava part del govern. A les eleccions de 2022, pactaren amb Yamina perquè formés part de la seva llista electoral, ocupant Ayelet Shaked, líder de Yamina, la primera posició de la llista i essent per a Yamina també les posicions 3, 5 i 6. Aquesta llista no va aconseguir representació.
El 2023, La Llar Jueva i el Partit Sionista Religiós acordaren fusionar-se en el nou partit Partit Nacional Religiós - Sionisme Religiós.

## Ideologia
El partit representa principalment els ortodoxos moderns i els jueus Hardal (que estan entre el sionisme religios i els ultraortodoxos. Durant molts anys, aquesta comunitat s'ha vist fracturada políticament. A les eleccions de 2013, el partit va ser dirigit per Naftali Bennett, un carismàtic milionari del sector de l'alta tecnologia, que va apel·lar tant a religiosos com a laics israelians. El missatge de protecció del partit i la crida personal de Bennett van ajudar a augmentar la popularitat entre un segment més ampli de la població. L'atenció que va rebre Bennett també va tenir un efecte sobre l'estratègia electoral de Likkud del 2013, impulsant-la cap a la dreta. Juntament amb Yeix Atid, La Llar Jueva va augmentar en popularitat en prometre acabar amb el controvertit sistema d'exempció del servei militar donat a molts estudiants de seminaris ultra-ortodoxos i "alleujar la càrrega" dels israelians de classe mitjana que treballen i paguen impostos. Aquests dos partits es van convertir en els dos partits més grans, després del Likkud, en la coalició de govern del primer ministre Binyamín Netanyahu, i els líders d'ambdós partits van poder obligar Netanyahu a prometre que els partits polítics ultraortodoxos no estarien a la nova coalició. Malgrat l'aliança de Bennett amb el líder de Yeix Atid, Yair Lapid, en moltes qüestions domèstiques, les dues es diferencien netament pels esforços de pau i la construcció d'assentaments. Bennett s'oposa a la creació d'un estat palestí i ha demanat que Israel s'annexioni a l'àrea C de Cisjordània i ofereixi la ciutadania als palestins que hi viuen. La seva aliança va acabar durant la seva etapa com a socis de la coalició, abans de les eleccions legislatives d'Israel de 2015.
La majoria dels candidats del partit a les eleccions de 2015 es van oposar a considerar matrimoni la unió entre persones del mateix sexe. Algunes de les declaracions dels seus candidats han estat anomenades homòfobes per Yair Lapid; Zehava Gal-On i Mickey Rosenthal també van criticar els comentaris. Malgrat això, en una enquesta de 2016, el 57% dels electors de la llar jueva van dir que donava suport a considerar matrimoni una unió entre persones del mateix sexe.
Es considera que el partit forma part del camp nacional de la política israeliana, un grup de partits polítics que comparteixen visions nacionalistes i sovint formen governs conjuntament.

## Líders
|   | Líder | Líder              | Inici | Final |
| - | ----- | ------------------ | ----- | ----- |
| 1 |       | Daniel Hershkowitz | 2008  | 2012  |
| 2 |       | Naftali Bennett    | 2012  | 2018  |
| 3 |       | Rafi Peretz        | 2019  | 2021  |
| 4 |       | Hagit Moshe        | 2021  | 2023  |

## Resultats electorals
| Any        | Líder                                      | vots                                       | %                                          | Escons                                     | +/-                                        | Estatus                                    |
| ---------- | ------------------------------------------ | ------------------------------------------ | ------------------------------------------ | ------------------------------------------ | ------------------------------------------ | ------------------------------------------ |
| 2009       | Daniel Hershkowitz                         | 96.765                                     | 2,87                                       | 3 / 120                                    | Nou                                        | Coalició                                   |
| 2013       | Naftali Bennett                            | 345.985                                    | 9,12                                       | 12 / 120                                   | 7                                          | Coalició                                   |
| 2015       | Naftali Bennett                            | 283.910                                    | 6,74                                       | 8 / 120                                    | 4                                          | Coalició                                   |
| Abril 2019 | Rafi Peretz                                | Dins la coalició Unió de Partits de Dreta  | Dins la coalició Unió de Partits de Dreta  | 3 / 120                                    | 3                                          | Anticipades                                |
| Set. 2019  | Rafi Peretz                                | Dins la coalició Yamina                    | Dins la coalició Yamina                    | 2 / 120                                    | 1                                          | Anticipades                                |
| 2020       | Rafi Peretz                                | Dins la coalició Yamina                    | Dins la coalició Yamina                    | 1 / 120                                    | 1                                          | Coalició                                   |
| 2021       | No es presenten però donen suport a Yamina | No es presenten però donen suport a Yamina | No es presenten però donen suport a Yamina | No es presenten però donen suport a Yamina | No es presenten però donen suport a Yamina | No es presenten però donen suport a Yamina |
| 2022       | Yossi Brodny                               | 56.760                                     | 1,19                                       | 0 / 120                                    | -                                          | Extraparlamentari                          |